# N857 (België)
De N857 is een gewestweg in de Belgische provincie Luxemburg. Deze weg vormt de verbinding tussen Neupont en Daverdisse.
De totale lengte van de N857 bedraagt ongeveer 7 kilometer.

## Plaatsen langs de N857
- Neupont
- Daverdisse